# Quatrième circonscription de la préfecture de Yamaguchi
La quatrième circonscription de la préfecture de Yamaguchi (山口県第4区, Yamaguchi-ken dai-yon-ku) est une ancienne circonscription législative de la préfecture de Yamaguchi au Japon. Elle comptait 245 820 électeurs en date du 1er septembre 2021.

## Description géographique
La quatrième circonscription de la préfecture de Yamaguchi regroupait les villes de Shimonoseki et Nagato.

## Députés
| Législature | Début de mandat | Fin de mandat | Député élu          |  | Parti politique |
| ----------- | --------------- | ------------- | ------------------- |  | --------------- |
| 41e         | 1996            | 2000          | Shinzō Abe          |  | PLD             |
| 42e         | 2000            | 2003          | Shinzō Abe          |  | PLD             |
| 43e         | 2003            | 2005          | Shinzō Abe          |  | PLD             |
| 44e         | 2005            | 2009          | Shinzō Abe          |  | PLD             |
| 45e         | 2009            | 2012          | Shinzō Abe          |  | PLD             |
| 46e         | 2012            | 2014          | Shinzō Abe          |  | PLD             |
| 47e         | 2014            | 2017          | Shinzō Abe          |  | PLD             |
| 48e         | 2017            | 2021          | Shinzō Abe          |  | PLD             |
| 49e         | 2021            | 2022          | Shinzō Abe          |  | PLD             |
| 49e         | 2023            | -             | Shinji Yoshida (ja) |  | PLD             |